# Državni ateizam
Državni ateizam je naziv za aktivno promicanje ateizma koje provodi vlast određene države. Može pojavljivati u raznim oblicima - od uspostavljanja ateizma kao državne ideologije, odnosno svojevrsnog ekvivalenta državne religije do oduzimanja sloboda vjeroispovijesti i sprječavanja javnog ispovijedanja vjere. S obzirom na to da je ateizam predstavlja dio komunističke ideologije, državni ateizam se smatra karakteristikom komunističkih država.
Od svih država koje su promicale državni ateizam najekstremniji je slučaj Albanije pod Enverom Hoxhom u kojoj je 1967. godine religija zakonom zabranjena.

## Francuska revolucija
Za vrijeme francuske revolucije Francuska je po prvi put u povijesti Službeno postala ateistička država. Jacques Hébert, francuski novinar, borbeni ateist i antiklerikalac se uspješno izborio da se država službeno proglasi ateističkom. Proglašen je kult razuma koji je Francuska republika usvojila 10. studenog 1793., iako ga je poništila proglasivši 7. svibnja 1794. deistički kult vrhovnog bića.

## Ateizam u komunističkim zemljama

### SFR Jugoslavija
U SFR Jugoslaviji državni ateizam predstavljao je dio službene državne politike u doba vladavine Komunističke partije Jugoslavije od 1945. do 1990. U Ustavu iz 1946. stajala je odredba kako će Jugoslavija poštovati vjerske slobode, a Crkva će biti odvojena od države. To se načelo poštovalo donekle u godinama poslije rata. No, praksa je ubrzo postala drukčija. Nikad nije izričito određeno da član SKJ ne smije biti vjernik, ali su upravo zbog toga 7048 člana izbačena u razdoblju 1955. – 1958. od čega najviše u SR Hrvatskoj. Član SKJ se nije smio crkveno vjenčati ili krstiti djecu te čak ni prisustvovati takvim slavljima kod svojih rođaka ili prijatelja.
Državni ateizam u komunističkoj Jugoslaviji je imao iste ideološke osnove kao i u većini drugih komunističkih država, ali i neke lokalne specifičnosti. Javno poricanje, pa i suzbijanje religije se opravdavalo činjenicom da vjerske razlike ističu razlike između jugoslavenskim narodima i narodnostima, te tako potiču nacionalizam i šovinizam te potkopavaju bratstvo i jedinstvo. Katolički i pravoslavni kler su također bili optuživani za suradnju s "okupatorom i domaćim izdajnicima" u Drugom svjetskom ratu pa se ispovijedanje vjere smatralo implicitnom podrškom poraženim i prema vladajućem sustavu neprijateljskim političkim opcijama.
Državni ateizam je svoje najekstremnije oblike imao neposredno nakon rata i tijekom uspostave komunističkog režima. Svećenici su pogubljivani i zatvarani, a vjernici izlagani nasilju i policijskom maltretiranju. Nešto kasnije je imovina vodećih vjerskih zajednica postala predmetom nacionalizacije.
Kasnije se državni ateizam pojavljivao kroz razne oblike. Izvršena je potpuna sekularizacija javnog života - u školama je ukinut vjeronauk, a iz školskih udžbenika izbačen vjerski sadržaj i umjesto toga promicana kritika religije. Vjerski sadržaji su također prognani iz medija, a čak su se prestali javno slaviti i vjerski blagdani kao Uskrs i Božić. Čak i vjerski sadržaji stranog porijetla su bili predmetom cenzure, za što je karakterističan primjer holivudskog filma Ben Hur koji je 1960-ih prikazivan u napola kraćoj verziji, s obzirom na to da su iz njega izbačene sve scene u kojima se pojavljuje Isus.
Najučinkovitije sredstvo državnog ateizma bila je činjenica da je KPJ/SKJ Ustavom imala zajamčenu vodeću ulogu u društvu. S obzirom na to da je ateizam bio nužan preduvjet članstva u Partiji, to je značilo da se na svim vodećim položajima u društvu mogu nalaziti samo ateisti.
Odnos komunističke vlasti prema religiji je s vremenom postajao manje rigidan, a državni ateizam je u pojedinim republičkim organizacijama SKJ, a samim time i republikama Jugoslavije formalno napušten neposredno pred raspad SKJ 1990. godine.

### Sovjetski Savez
Prema pisanju autora A.L. Eliseeva protuvjerski odbor SSSR-a je održao sastanak 23. svibnja 1929. pod predsjedavanjem E. Laroslavskija Odbor je procijenio da je unutar zemlje oko 80% vjernika.
Službeni ateizam u SSSR-u se zvao gosateizam i zasnivao se na naučavanjima Marxa i Lenjina. Marksizam-lenjinizam je zagovarao nadzor, suzbijanje te u krajnosti uklanjanje religija iz javnog života.

### Istočna Njemačka
Područje Istočne Njemačke prije 2. svjetskog rat je bilo izrazito protestantsko (luteransko). Zbog toga se na njihovim saveznim državama danas slavi Dan Reformacije. No, zbog strogih protuvjerskih zakona iz komunističkog razdoblja većina (preko 60% ) stanovnika toga područja danas ne pripada niti jednoj vjerskoj organizaciji. Jačanju pobožnosti nije pridonijelo niti proglašenje vjerskih sloboda nakon ujedinjenja 1990.

### Narodna republika Kina
U razdoblju 1900. – 1950. 90% stanovništva Kine sudjelovalo je u obredima u budističkim hramovima, a 99% je vrednovalo doprinos budizma za kinesku misao i ponašanje. Narodna republika Kina je osnovana 1949. i otada je njena vlada službeno ateistička. Većim dijelom ranije svoje povijesti imala je neprijateljsko držanje prema svim religijama koje su smatrane ostavštinama feudalizma i stranih kolonizatora. Za vrijeme tzv. kulturne revolucije mnogi hramovi, džamije i crkve su pretvoreni u svjetovne objekte.
Prem istraživanju iz 2007. godine stanovništvo Kine je bilo:
- 8% budisti
- taoisti - nepoznati udio zbog brkanja s budistima
- 1.5 % muslimani s oko 45 tisuća imama
- kršćani: protestanti oko 2%, katolici oko 1.5%. Prema raznim izvorima ukupan broj kršćana svih denominacija se kreće oko 4%.

Za veći dio stanovništva ( njih 60- 70 %) se pak smatra da službeno nisu pripadnici niti jedne vjerske skupine tj. ateisti ili agnostici.

### Sjeverna Koreja
Vlada Sjeverne Koreje njeguje kult ličnosti njenih vođa Kim Jong Ila i Kim Il Sunga, što se opisuje kao politička religija.  Ustav države jamči slobodu vjere slobodno bogoslužje ne postoji jer vlada samo podupire pokjedine vjerske skupine kako bi stvarala iluziju slobode vjere.

### Kambodža pod Crvenim Kmerima (NR Kampućija)
Kada su Crveni Kmeri došli 1975. na vlast u Kambodžu ustavom su jamčili slobodu vjere. No, unutar Ustava je postojala klauzula u kojoj se navodi, da su "reakcionarne vjerske skupine koje su štetne Kambodži i njenom narodu apsolutno zabranjene". To se najviše odnosilo na budiste. Pobožni ljudi bivali su ubijeni u poljima, hramovima, a umjetnine uništavane. Rimokatolička katedrala u Phnom Penhu je srušena. Kmerski je režim prisiljavao muslimane jesti svinjetinu što je protivno njihovoj vjeri, a oni koji su se protivile znali su biti ubijeni. Katolički i islamski kler bio je pogubljivan.

## Napomene
1. ↑  Elsie, Robert. 2000. A Dictionary of Albanian Religion, Mythology, and Folk Culture. C. Hurst & Co. ISBN 978-1-85065-570-1.
2. ↑  Goldstein, Ivo. 2011. Povijest Hrvatske (1945.-2011.), 1. svezak. Jutarnji list. Zagreb. str. 86. ISBN 39789537770341 Provjerite vrijednost parametra |isbn=: length (pomoć)
3. 1 2  Goldstein, 86
4. ↑  Greeley, Andrew M. 2003. Religion in Europe at the end of the second millennium: a sociological profile. New Brunswick, N.J.: Transaction Publishers.
5. ↑  http://books.google.hr/books?id=bEzNwgtiVQ0C&dq=&redir_esc=y
6. ↑  http://books.google.hr/books?id=peah4XTpqnkC&dq=&redir_esc=y
7. ↑  http://www.china-embassy.org/eng/zt/zjxy/t36492.htm
8. ↑  Arhivirana kopija. Inačica izvorne stranice arhivirana 26. prosinca 2018. Pristupljeno 27. prosinca 2011. journal zahtijeva |journal= (pomoć)CS1 održavanje: arhivirana kopija u naslovu (link)
9. ↑  Arhivirana kopija. Inačica izvorne stranice arhivirana 28. listopada 2013. Pristupljeno 27. prosinca 2011. journal zahtijeva |journal= (pomoć)CS1 održavanje: arhivirana kopija u naslovu (link)
10. ↑  Arhivirana kopija. Inačica izvorne stranice arhivirana 30. srpnja 2013. Pristupljeno 27. prosinca 2011. journal zahtijeva |journal= (pomoć)CS1 održavanje: arhivirana kopija u naslovu (link)
11. ↑  Arhivirana kopija. Inačica izvorne stranice arhivirana 26. studenoga 2015. Pristupljeno 27. prosinca 2011. journal zahtijeva |journal= (pomoć)CS1 održavanje: arhivirana kopija u naslovu (link)
12. ↑  Arhivirana kopija. Inačica izvorne stranice arhivirana 28. ožujka 2007. Pristupljeno 27. prosinca 2011. journal zahtijeva |journal= (pomoć)CS1 održavanje: arhivirana kopija u naslovu (link)